# Kochajmy się od święta
Kochajmy się od święta (ang. Love the Coopers) – amerykańska komedia romantyczna z 2015 roku w reżyserii Jessie Nelson. Scenariusz autorstwa Stevena Rogersa.
Film został wydany przez CBS Films (za pośrednictwem Lionsgate) 13 listopada 2015 r., gdzie zarobił 42 miliony dolarów.

## Fabuła
Charlotte Cooper marzy, aby jej rodzina spędziła idealne święta. Jednak to nie takie proste. Bucky, senior rodu, zaprasza na kolację wigilijną młodą kelnerkę. Syn Charlotte, Hank nie może poradzić sobie ze swoją niesforną, czteroletnią córeczką, która rozrabia i gorszy wszystkich na każdym rodzinnym spotkaniu. Siostra Hanka, Eleanor, wdała się w romans z żonatym mężczyzną i aby utrzymać to w tajemnicy i uniknąć złośliwości ze strony rodziny, zaprasza na kolację nowo poznanego żołnierza, który ma udawać jej chłopaka. Na spotkanie przychodzi również Emma, czarna owca w rodzinie.

## Produkcja
Kochajmy się od święta jest filmem wytwórni Relativity Media. Początkowo Diane Keaton i Robert Redford mieli zagrać główne role w filmie, w którym udział wzięli także producent Brian Grazer i jego firma Imagine Entertainment. Lecz 30 lipca 2015 r. Relativity Media zgłosiło bankructwo, pozostawiając projekt w stanie zawieszenia. Ostatecznie sam film został przejęty przez CBS Films.
Główne zdjęcia zaczęły się 19 grudnia 2014 roku w Pittsburghu, gdzie sceny były kręcone w Pittsburgh Crèche, w wieżowcach U.S. Steel Tower oraz PPG Place, w parku Ligonier Diamond, w szpitalu Butler Memorial Hospital w Butler, w kościele Orchard Hill Church. Także w miasteczkach Sewickley i Edgewood, w restauracji w Millvale, w South Fayette, Mt. Lebanon, West Mifflin, Franklin Park, Churchill i Wilkinsburg, w parku Boyce Park Slopes również w międzynarodowym porcie lotniczym w Pittsburgh International Airport.

## Obsada
- Steve Martin – narrator, głos psa
- Diane Keaton – Charlotte Cooper, babcia Charliego, żona Sama
- John Goodman – Sam Cooper, dziadek Charliego, mąż Charlotte
- Alan Arkin – Bucky
- Ed Helms – Hank Cooper
- Marisa Tomei – Emma
- Amanda Seyfried – Ruby
- Olivia Wilde – Eleanor Cooper
- Jake Lacy – Joe
- June Squibb – Aunt Fishy
- Alex Borstein – Angie
- Alicia Valentine – June
- Blake Baumgartner – Madison Cooper
- Timothée Chalamet – Charlie Cooper, wnuk Charlotte i Sama
- Maxwell Simkins – Bo Cooper
- Dan Amboyer – Jake
- Molly Gordon – Lauren Hesselberg
- Cady Huffman – sprzedawczyni upominków
- Anthony Mackie – oficer Percy Williams